# Régi kastély (Hrodna)
A hrodnai Régi kastély (belaruszul: Стары замак, lengyelül: Stary Zamek) rendkívül jelentős múlttal rendelkező történelmi épületegyüttes. A kastéllyá alakított egykori vár a Nyeman folyó partjának egy meredek domboldalára épült Hrodna központjában. Magyar vonatkozású esemény, hogy Báthory István erdélyi fejedelem és lengyel király a falai közt hunyt el 1586-ban.

## Története

### A korai erődítmény
Az eredeti várat a 11. században I. Jaroszláv kijevi nagyfejedelem ifjabbik fia építtette, és sokáig a fekete rutén uralkodók székhelyeként szolgált. Az első fából készült erőd a rutén fejedelmek uralkodása idején készült el, amelyet először 1128-ban említenek meg. A töltéseken belül egy tégla templomot (az úgynevezett alsó templomot) emeltek, amelynek eredete a 12. század második felére nyúlik vissza. Feltehetően a Ipatyev-kódexben említett villámcsapás miatt égett le 1183-ban. Mindaugas litván nagyfejedelem legkésőbb 1253-ban meghódította, és így a Litván Nagyfejedelemség fennhatósága alá került. A 13. század végén vagy a 14. század első negyedében az udvaron négyzet alakú, 9 méter oldalú alaprajzú tégla várkápolnát építettek (az úgynevezett felső templomot). 1277-ben említést tettek egy tégla öregtoronyról, amely ostrom esetén a védők végső védvonalaként szolgált.  A vár 13. századi öregtornyához hasonló épület ma már csak Kamjanyecben található. Az erődöt a Német Lovagrend hódította meg és rombolta le 1284-ben. 1296-ban a várat Królewiec és Bałga német parancsnokai  hadserege sikertelenül ostromolta. A Német Lovagrend következő támadásaira 1305-ben, 1306-ban, 1311-ben, 1314-ben és 1328-ban került sor. 1385 után Jogaila átadta a várat Vytautas nagyfejedelemnek (Vitold nagyfejedelem). Miután Vytautas 1389-ben elárulta Jogailát és a Német Lovagrendhez menekült, 1390 áprilisában annak serege meghódította a várat. 1393-ban a kastélyt ismét a Német Lovagrend ostromolta meg és elpusztította. Amikor az osztróvi egyezménysorán Vytautas kibékült az időközben lengyel királlyá vált ellenfelével, 1393-ban ismét átvehette a várat.

### A gótikus várkastély
Vytautas (más néven Vitold) litván nagyfejedelem öt gótikus téglatornyot építtetett hozzá 1391–98-ban, és a várat egyik fő rezidenciájává alakíttatta át.
Az erőd 1398-ban leégett, ezért a nagyfejedelem egy téglából készült gótikus kastély építését rendelte el, amely köré öt bástyát és 3 méter vastag falakat építtetett. Ezekből az építményekből a mai napig csak töredékek maradtak fenn. Miután 1401-ben kitört Szamogitában a teutonellenes felkelés, a Német Lovagrend 1402-ben megtorlásként megtámadta Grodnót, de a kastély ellenállt az ostromnak. Ebben az időszakban épült az Alsó vár a mai Új kastély helyén.
IV. Kázmér lengyel király szintén Grodnót részesítette előnyben Litvánia hivatalos fővárosával szemben. Itt ajánlották fel neki a lengyel koronát, és itt halt meg 1492-ben.
A kastély következő jelentős lakója Báthory István volt, aki hatalmas birodalmának fővárosának Grodnót tette meg az 1577-1582-es Moszkvával folytatott háború idején, a szenátus és szejm üléseit ide helyezte át, és a külföldi követeket is fogadta. A firenzei Santi Gucci, Józef Roiten és Antonio Greppi del Ronco segítségével a kastélyt az Észak-Itáliára jellemző késő reneszánsz manierista stílusú saját rezidenciájává építtette át. A történészek azonban ma már megkérdőjelezik a híres építész, Gucci részvételét a munkálatokban. Miután Báthory 1586. december 12-én egy vadászatról visszatérve a kastélyban elhunyt, az építkezést félbehagyták.
1633 júniusában IV. Ulászló lengyel király a kastélyban tartózkodott, és az ország legfőbb embereivel folytatott tanácskozást az Oroszországgal folytatott háborúval kapcsolatos ügyekben. 1639 januárjában IV. Ulászló király és Piotr Gembicki érsek-kancellár Grodnóban találkozott György Vilmos brandenburgi választófejedelemmel. A reneszánsz kastély megjelenése a 17. század első feléből egy 1650-ből származó leltár egyik illusztrációjából ismert.

### A kastély későbbi sorsa
A fellegvárat az oroszok Ivan Csovanszkij vezetésével az orosz-lengyel háború idején 1655-ben elpusztították. Az 1673-as békítő szejmnél a litván képviselők kérésére úgy határoztak, hogy minden harmadik országgyűlést ezentúl Grodnóba kell megtartani. E döntés kapcsán Litvánia nagykancellárja és Grodna polgármestere, Krzysztof Zygmunt Pac felügyelete alatt az 1673-1678-as években a várat újjáépítették, és a folyó felőli falnál egy különleges kétszintes, négyszög alaprajzú épületet emeltek. Ennek az újjáépítésnek a várkapu fölé helyezett különleges emléktáblával állítottak emléket. A nagy északi háború idején (a Lengyel–Litván Unió területén 1701-től harcoltak) a várat részben XII. Károly svéd király hadserege rongálta meg, amit egy 1708-ban összeállított leltár is bizonyít, amely feltört ablakokat, ajtókat, valamint széttört padlókat és cserepeket tartalmaz.  A háború után a kastély elveszítette korábbi funkcióját. 1718-tól a király a piactéren, a Sapieha-palotában szállt meg, és a telken, ahol az épület állt, fából készült épületszárnyat építettek a szenátori kamara és a képviselőház számára. 1729-ben a folyó oldalán lévő fal és a négyoldalú torony a partfal alámosása miatt a Neumasba omlott, 1735-ben pedig a várat tűz pusztította el. A régi várat III. Ágost király uralkodásának idején, 1740 körül újjáépítették, amikor a szomszédos dombon új kastélyt építettek, de a régit már csak az udvari tisztviselőknek szánták.
Lengyelország felosztása után a várat átadták az orosz hadseregnek, és több mint 120 évig egy kaszárnyának adott otthont. A Második Lengyel Köztársaság hatóságai helyreállították a nagykövetek termét és a Szejm-csarnokot, az épület pedig 1924-től múzeumként szolgált. Az épület később a Szovjetunióhoz, majd Fehéroroszországhoz került. Jelenleg a kastély egy múzeumnak ad otthont, ám a 2010-es években a fehérorosz kormány felújításba kezdett. Az elvileg a Báthory-korabeli állapotok visszaállítása helyett a két állami építővállalat szakszerűtlen átépítéseket végzett, több történelmi épületrészt lebontott, a korhű építőanyagok helyett  modern tégla és vasbeton felhasználásával pedig teljesen átszabta az épület képét. Az eredeti bejáratot elbontották, a kibővített kapu tetejére pedig egy stílusidegen bádogkupolát helyeztek. A fehérorosz és nemzetközi, főleg lengyel és litván szakemberek tanácsait és aggályait nem vették figyelembe. 2019-ben az ország budapesti nagykövete többek közt a kastély felújításával és Báthory örökségével indokolta meg egy Budapest és Hrodna közti repülőjárat indítását, mivel szerinte a közös múlt sokakat vonzana, és ez fellendíthetné a város turizmusát.

## Jellemzői
A kastély egy magas és meredek dombon található a Nyeman folyó jobb partján, a Gorodnyicsanka folyó torkolatánál, amelyek félig körbeölelik és megközelíthetetlenné teszik az erődítményt. A terület domborzata meghatározta a vár alaprajzát, amely így közel a háromszög alakú lett. Az erődfalak hossza megközelítette a 300 métert, átlagos vastagságuk körülbelül 3 méter volt. A falak magassága nem volt egyenletes, a meredek partfal miatt pedig, akárcsak a tornyokat, támpillérekkel támasztották meg. A várat mély árok választotta el a várostól és a szomszédos dombtól.

## Galéria

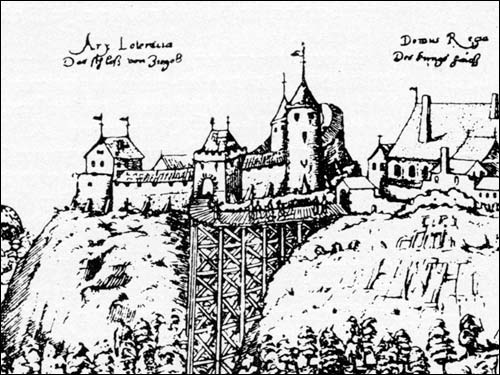
A Régi kastély a városkép töredékéből 1567-ben. Mathias Zündt rézmetszete J. Adelhauser rajza alapján
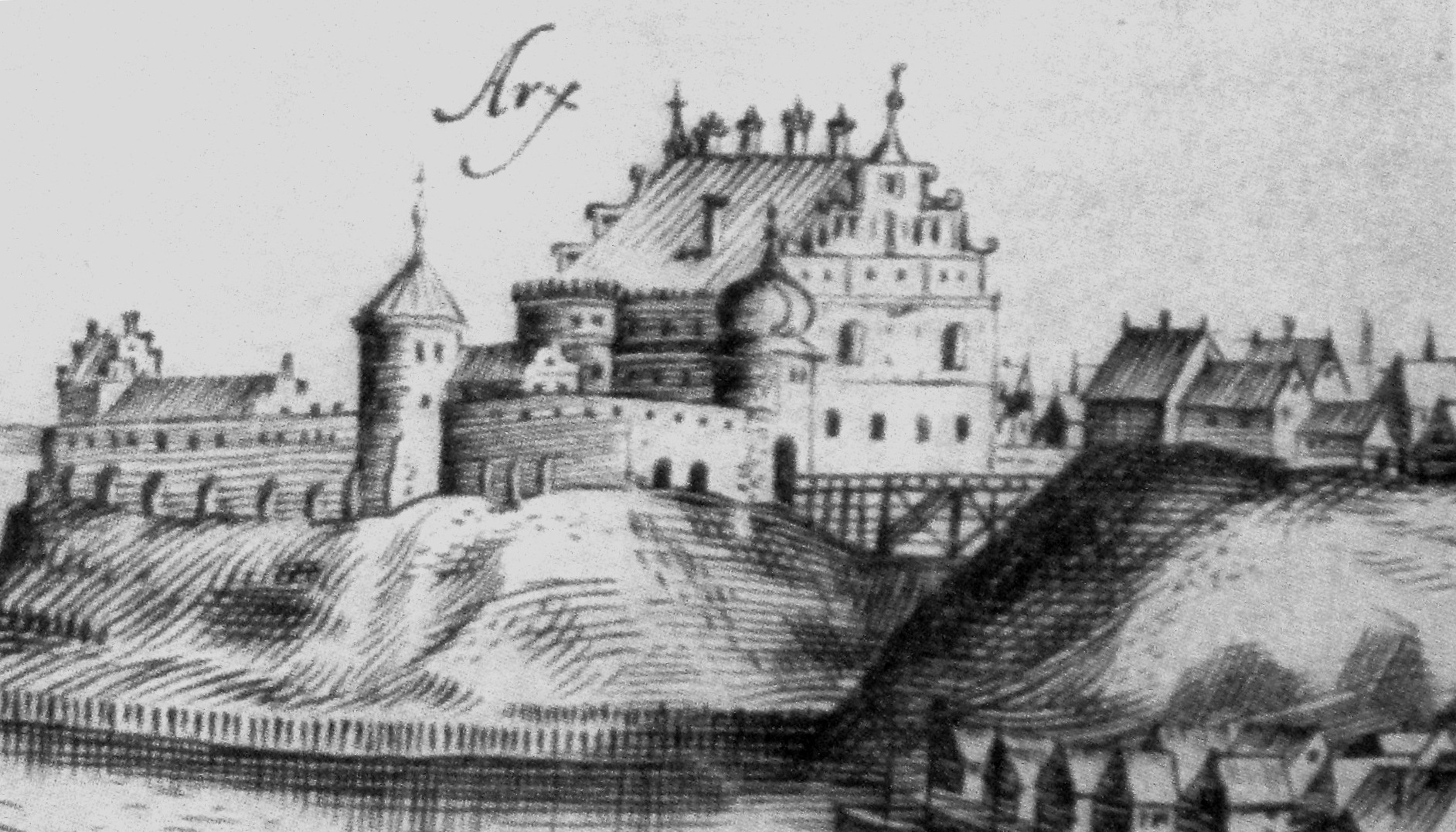
A kastély 1600 körül Makowski metszetén
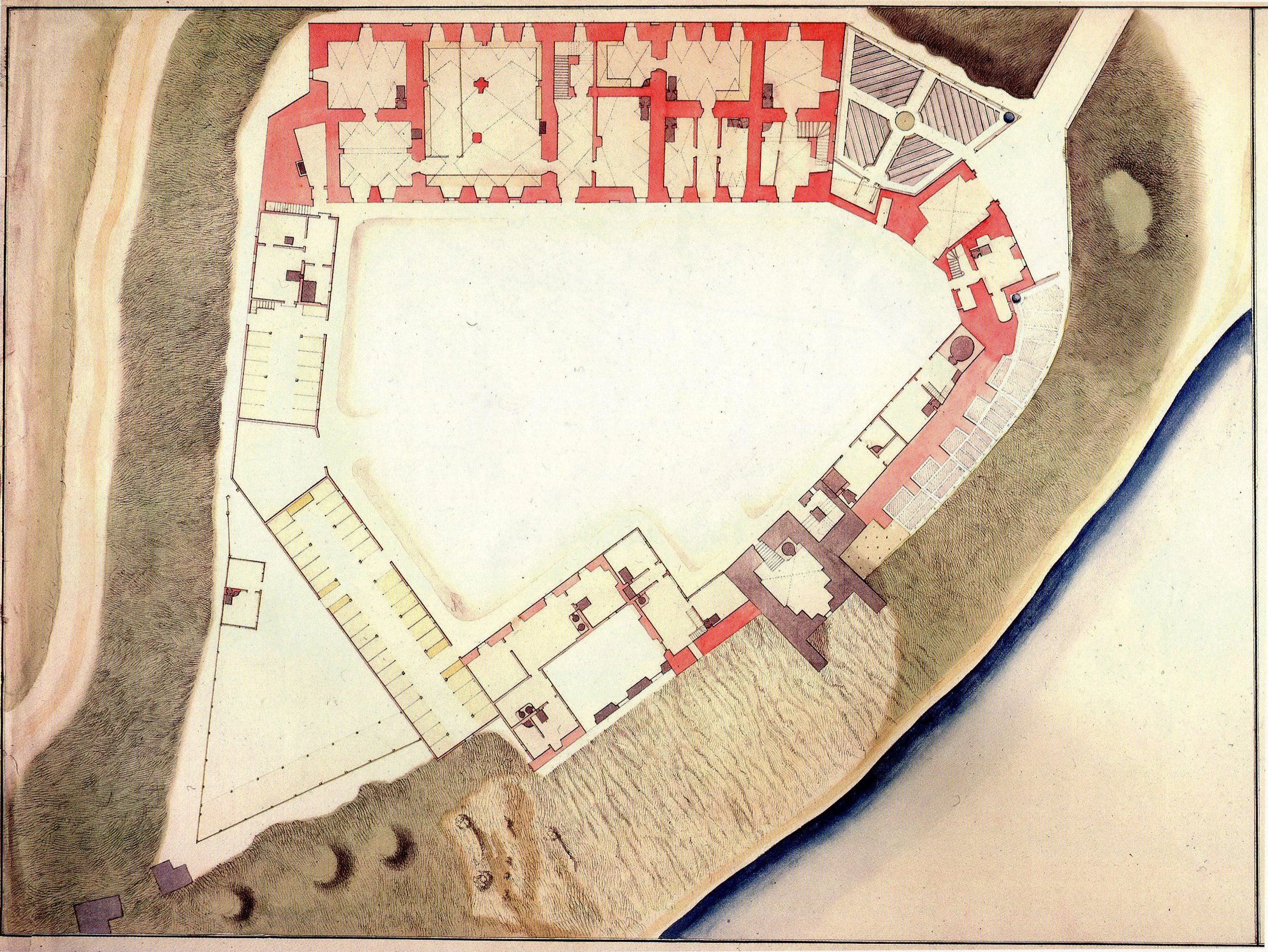
Az 1750-es állapot alaprajza
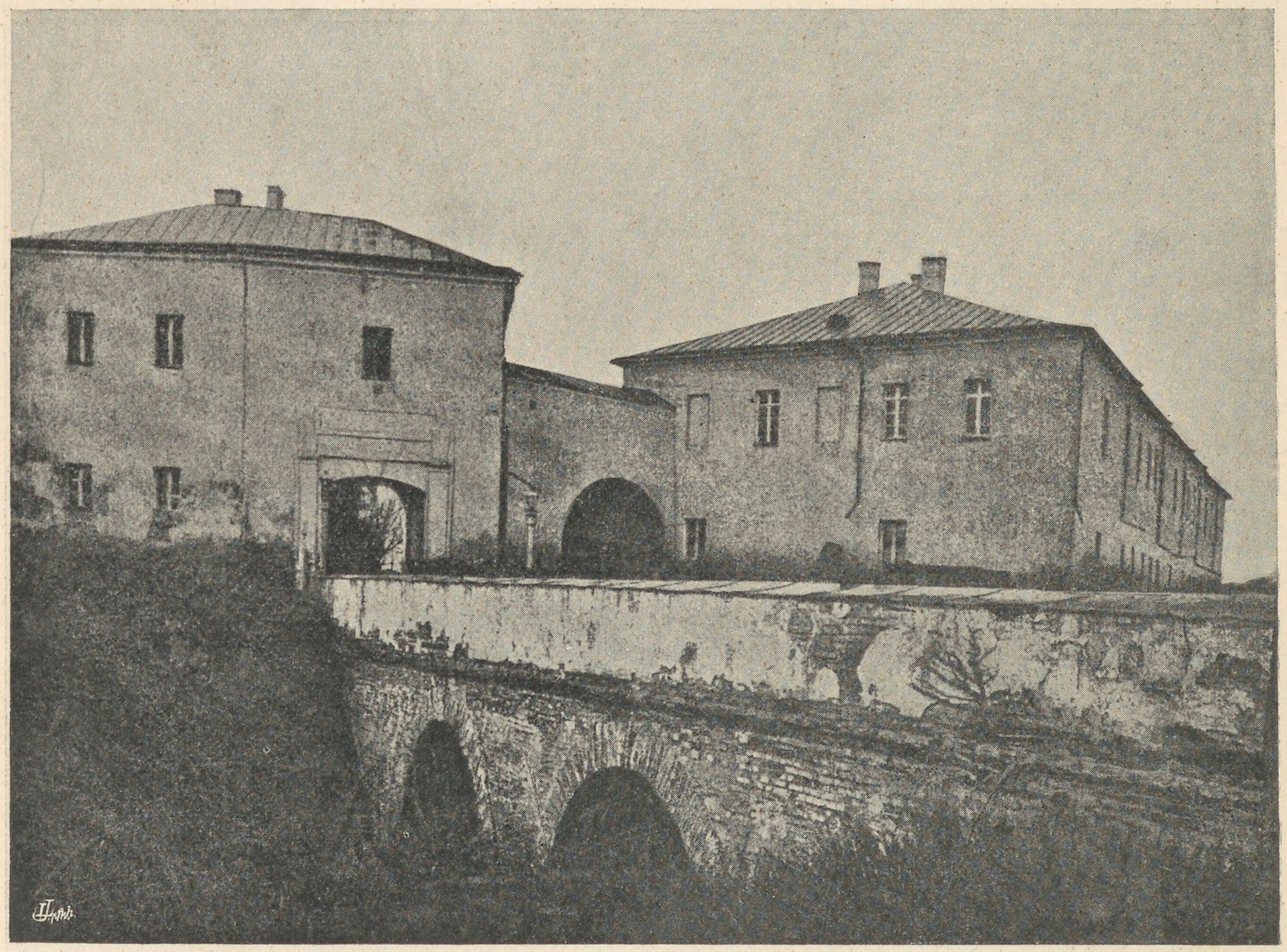
A kastély 1903-ban
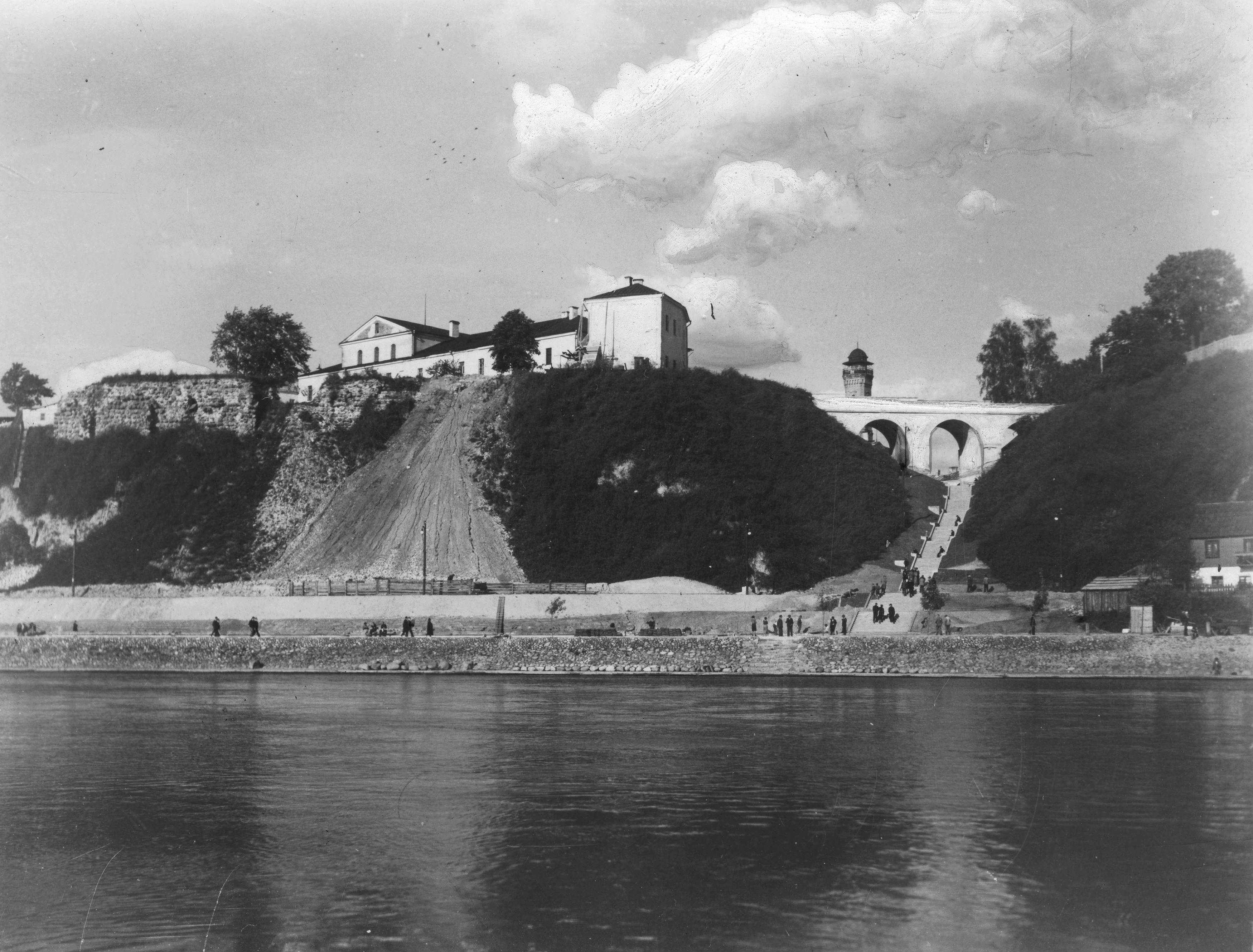
Az 1938-as állapot
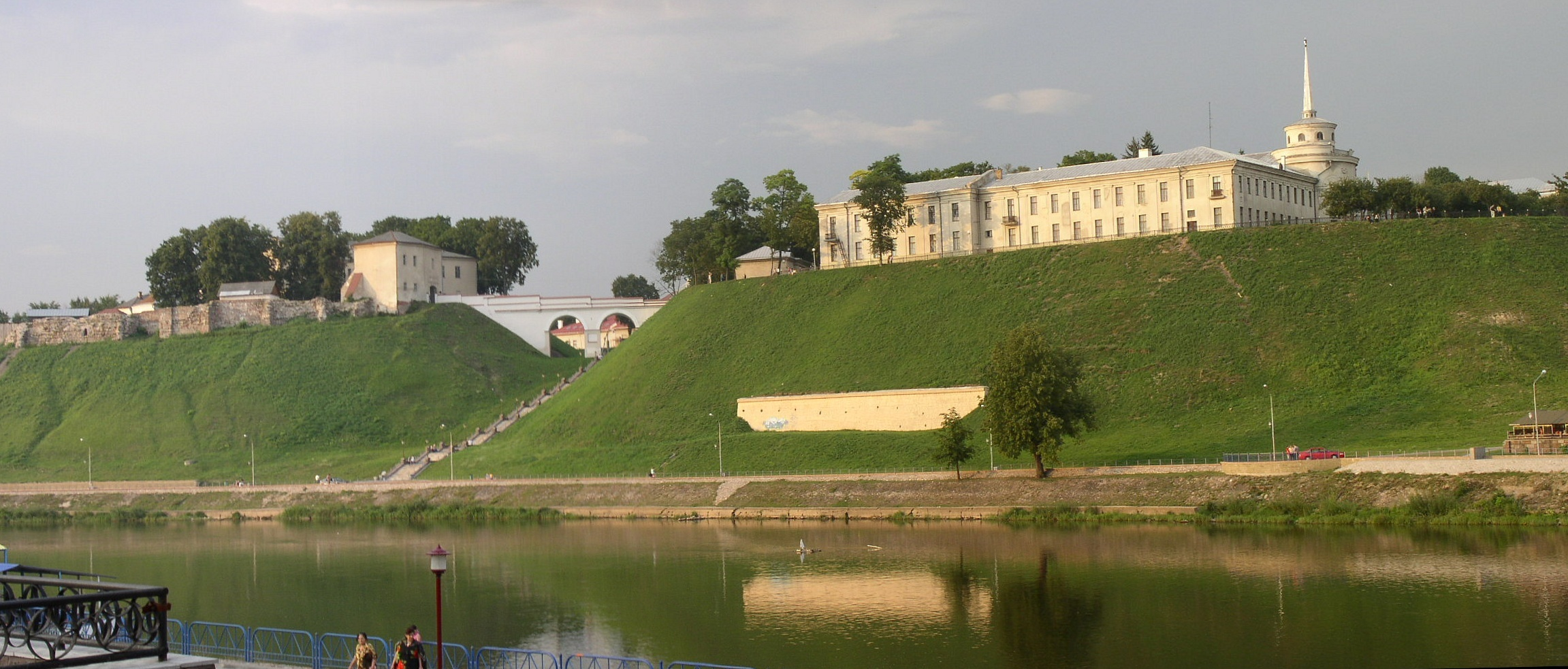
A Nyeman fölé magasodó Régi és Új kastély
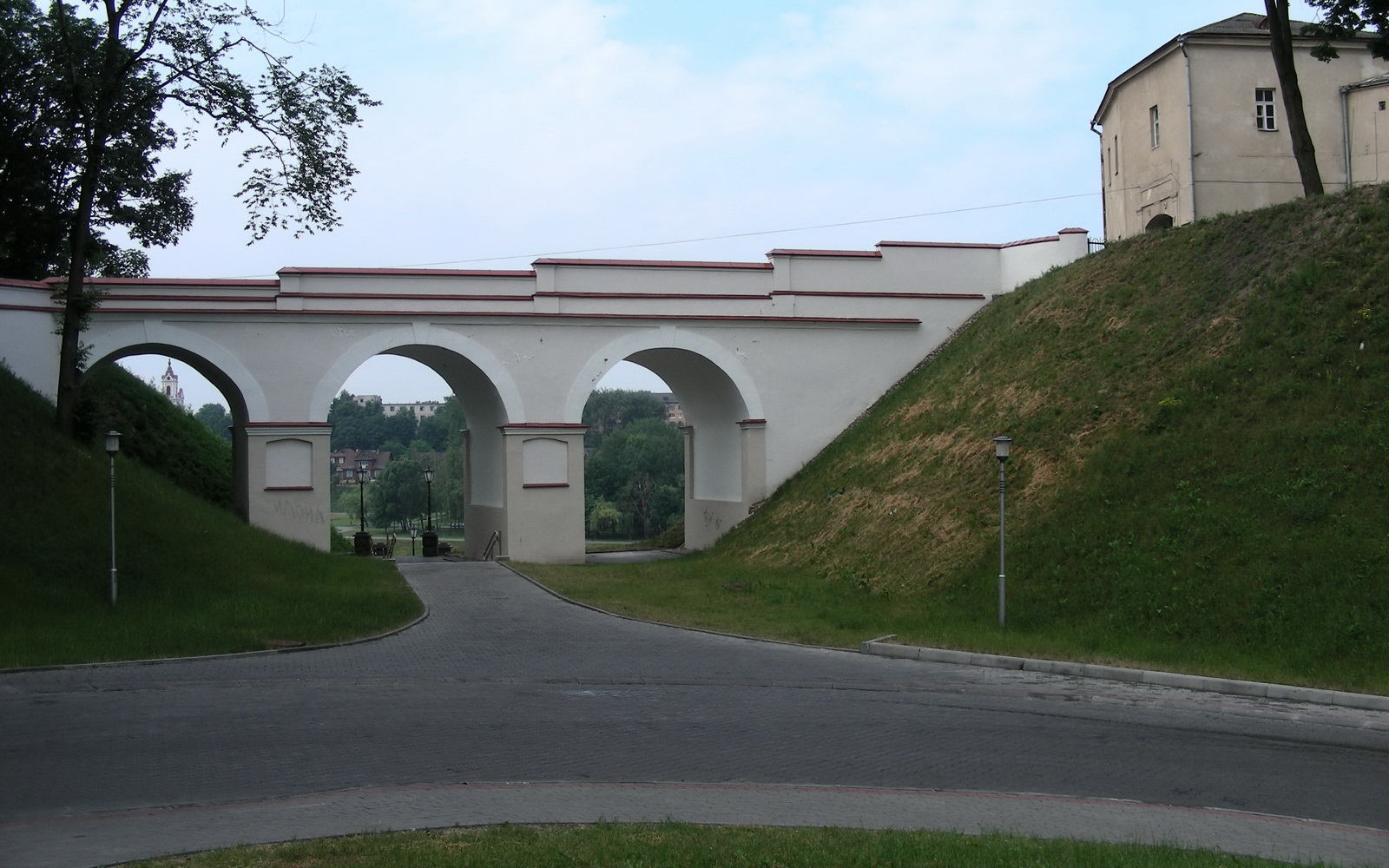
A bejárati híd, az egyik legrégebbi fennmaradt híd Fehéroroszországban
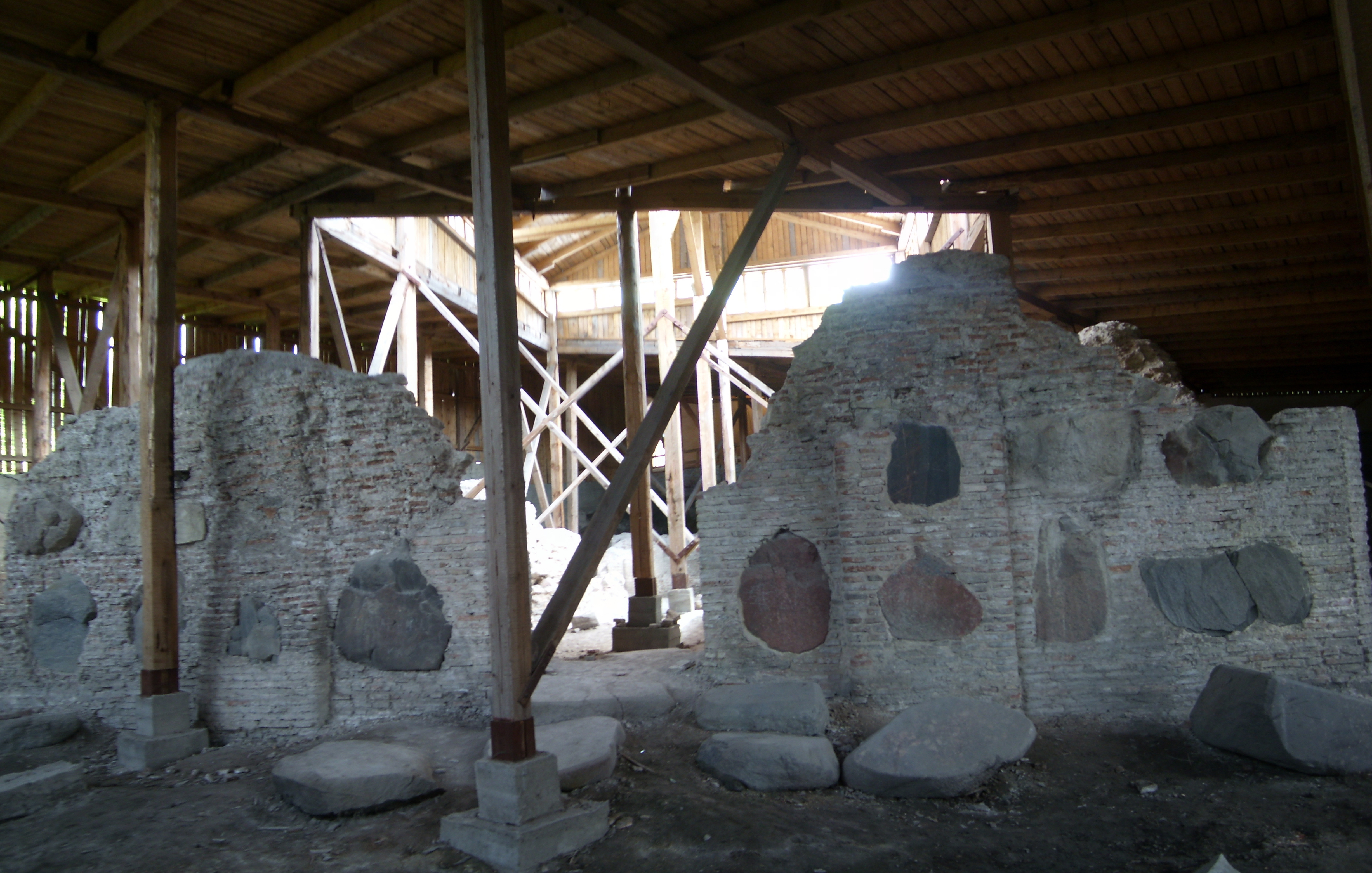
A rutén templom maradványai
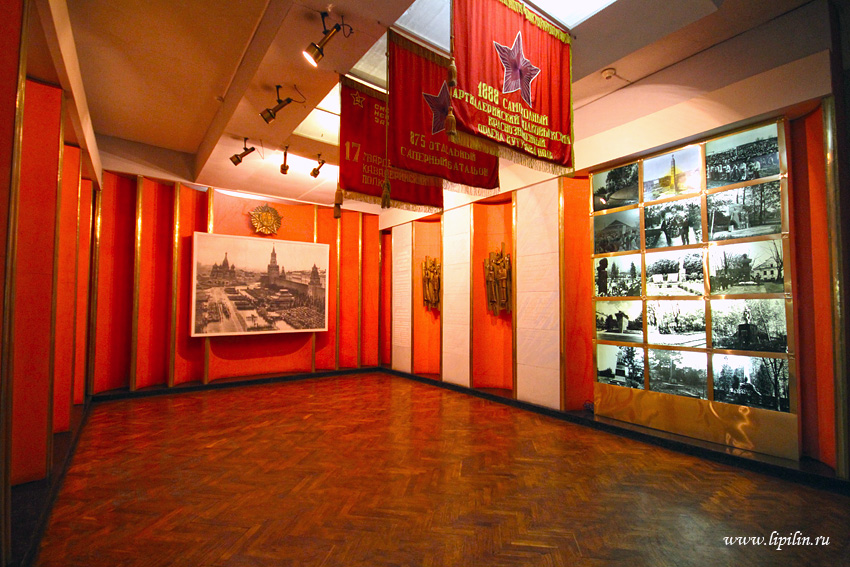
Szovjet emlékkiállítás a kastélyban
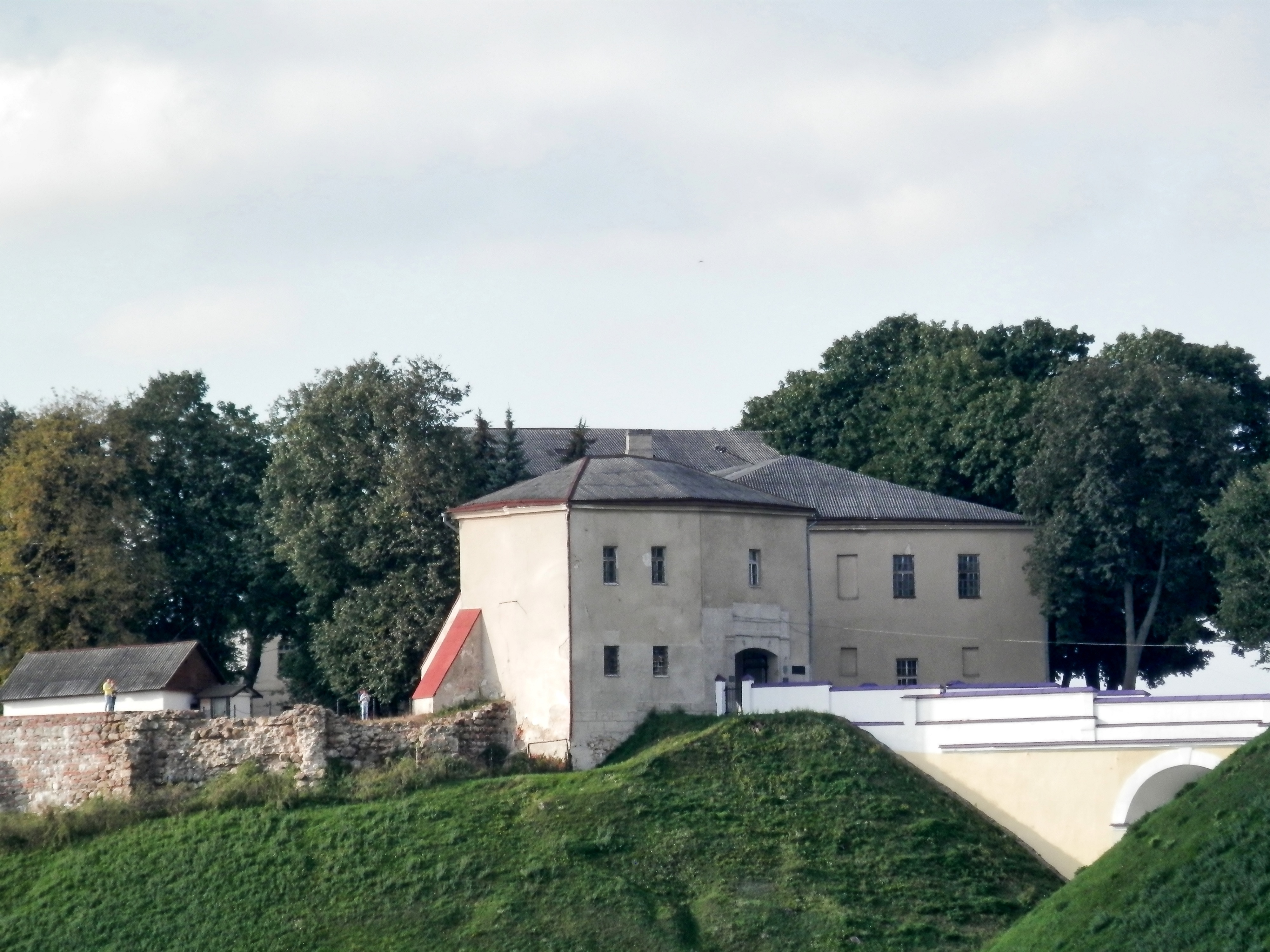
A bejárat 2014-ben, az átépítés előtt
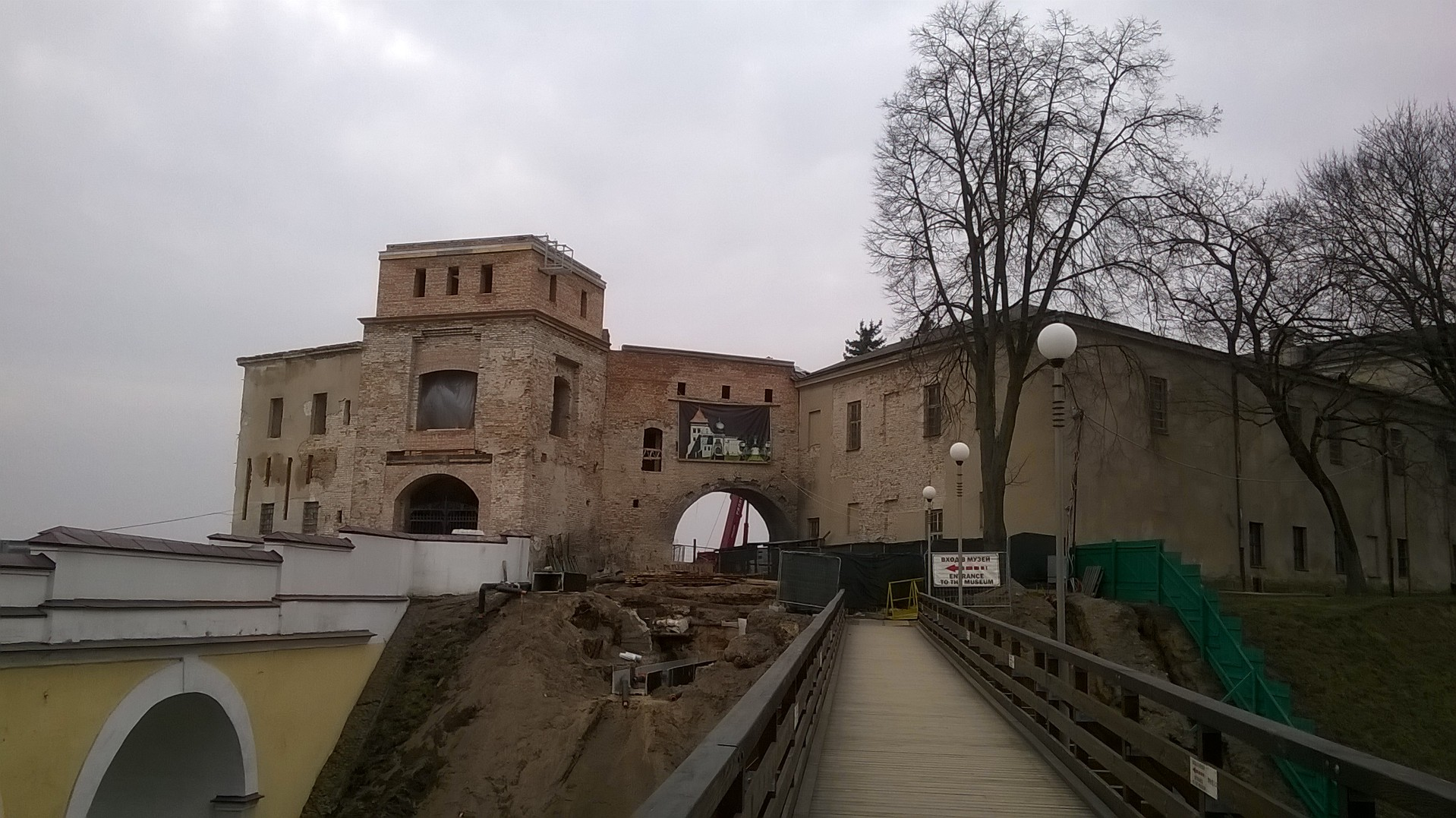
A visszabontott és átépített épületek
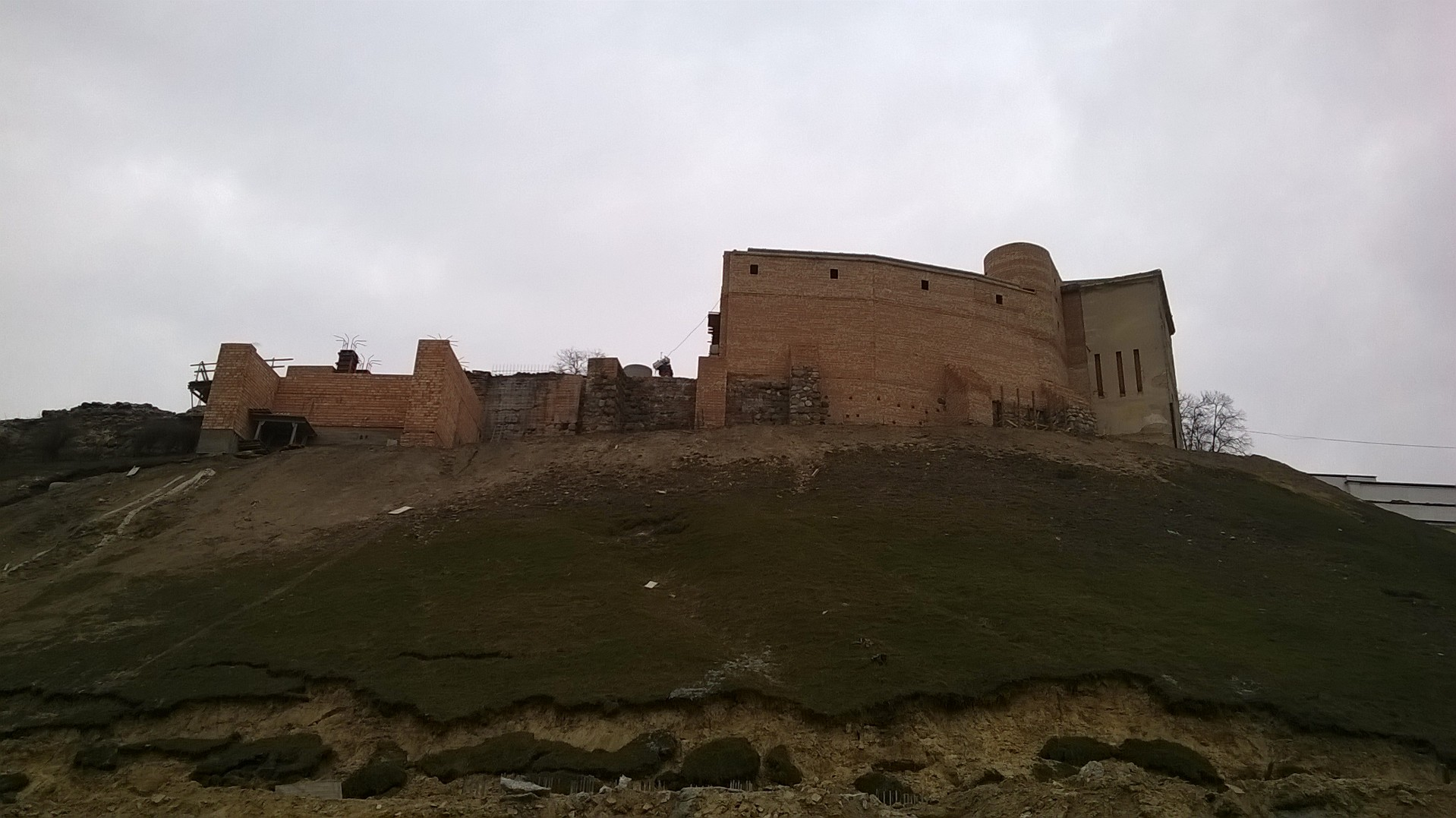
Az újonnan épülő vasbeton- és téglaszerkezetek
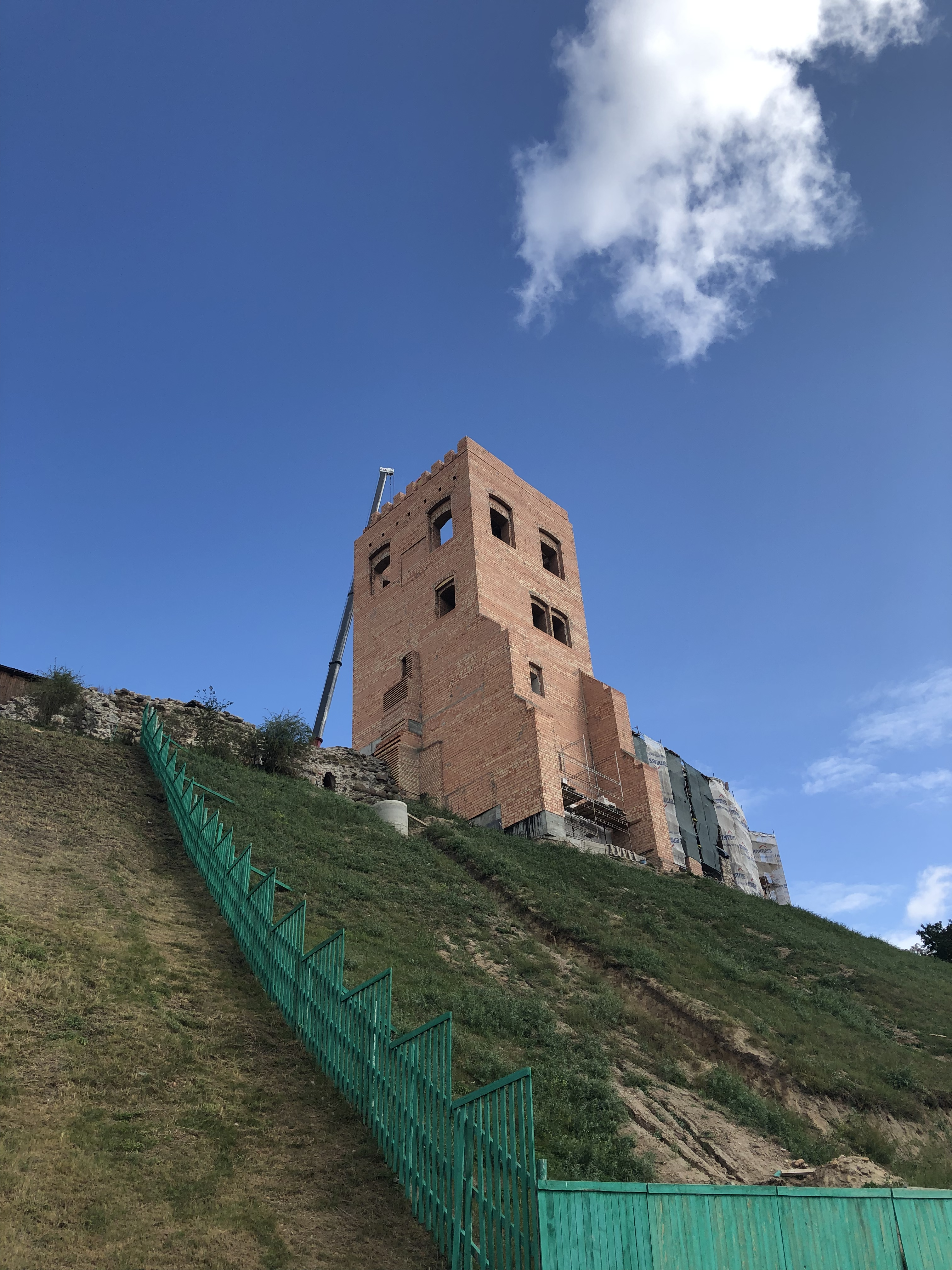
A folyópart felőli oldalon épülő új torony
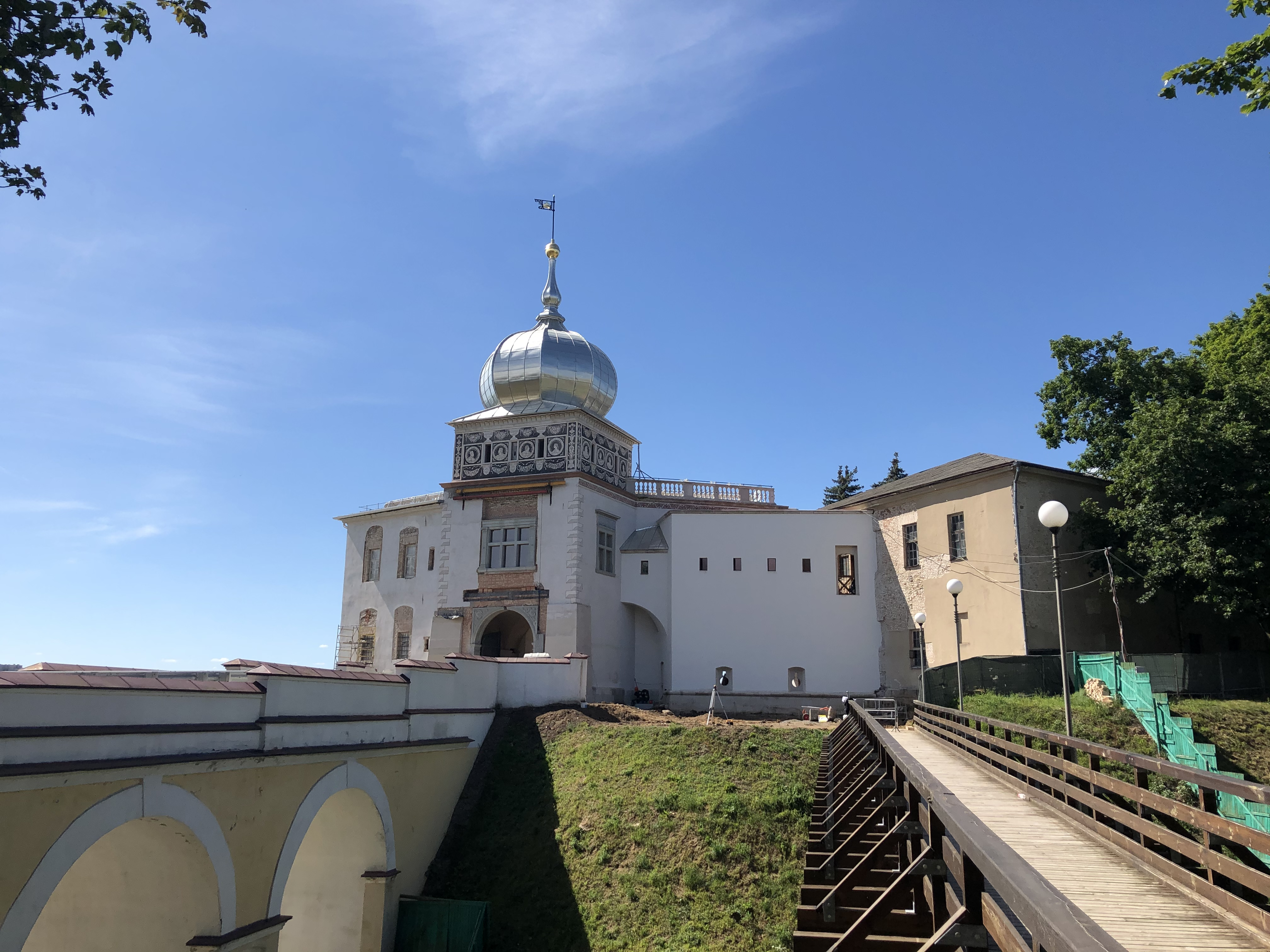
A főkapu a felújítás után

## Fordítás
- Ez a szócikk részben vagy egészben  az   Old Grodno Castle című angol Wikipédia-szócikk ezen változatának fordításán alapul.  Az eredeti cikk szerkesztőit annak laptörténete sorolja fel. Ez a jelzés csupán a megfogalmazás eredetét és a szerzői jogokat jelzi, nem szolgál a cikkben szereplő információk forrásmegjelöléseként.
- Ez a szócikk részben vagy egészben  a   Stary Zamek w Grodnie című lengyel Wikipédia-szócikk ezen változatának fordításán alapul.  Az eredeti cikk szerkesztőit annak laptörténete sorolja fel. Ez a jelzés csupán a megfogalmazás eredetét és a szerzői jogokat jelzi, nem szolgál a cikkben szereplő információk forrásmegjelöléseként.